# Leiocolea ussuriensis
Leiocolea ussuriensis är en bladmossart som beskrevs av Bakalin. Leiocolea ussuriensis ingår i släktet Leiocolea och familjen Jungermanniaceae. Inga underarter finns listade i Catalogue of Life.